# Abborragyl (Södra Rimshult, Almundsryd, Småland)
Abborragyl är en liten sjö i byn Södra Rimshult, Almundsryds socken, Tingsryds kommun i Småland.  Den ligger, omgiven av skog, en kilometer öster om bykärnan i sydöstra delen av socknen. Sjön har en area på 0,0937 kvadratkilometer och ligger 126 meter över havet.

## Avrinningsområden
Abborragyl har inga stora inflöden. Avflödet rinner österut till sjön Mien via Ällsjön och Lunksjön. Sjön ingår i delavrinningsområde (625551-143659) som SMHI kallar för "Mynnar i Mien", vilket i sin tur ingår i Mieåns huvudavrinningsområde. 